# Sariego
Sariego (asztúriai nyelven Sariegu) község Spanyolországban, Asztúria autonóm közösségben. Sariego Siero, Villaviciosa, Gijón, Nava és Cabranes községekkel határos. Lakosainak száma 1265 fő (2024).

## Népesség
A település népessége az utóbbi években az alábbiak szerint változott:
| Lakosok száma | 1369 | 1366 | 1328 | 1331 | 1313 | 1295 | 1252 | 1252 | 1285 | 1265 |
|               | 2001 | 2004 | 2007 | 2009 | 2012 | 2014 | 2017 | 2019 | 2022 | 2024 |